# .220 Swift
El .220 Swift (5.56×56mmSR) es un  cartucho de rifle de fuego central desarrollado por Winchester y lanzado al mercado en 1935 como cartucho de caza de animales menores. El .220 Swift fue el primer cartucho comercial que tiene una velocidad de salida de 1,200 m/s (4,000 pies por segundo), sobrepasando el Mach 4.

## Descripción
La velocidad de salida del proyectil tiene un rango de entre 2000 km/h (1200 mph o 550 m/s) hasta aproximadamente 4500 km/h (2800 mph o 1250 m/s), dependiendo de las cargas y los pesos de los proyectiles. El Swift es un cartucho con un gran casquillo diseñado para alojar una bala calibre .224 diseñada para la caza de especies de caza menor y alimañas, tales como los perros de las praderas, castores y  marmotas.  El .220 Swift es 1,400 ft/s (430 m/s) más rápido que su competidor, el .22 Hornet (también .224). y también resulta ser un cartucho sumamente preciso. El .220 Swift es actualmente el cartucho comercial más rápido en el mundo, con una velocidad publicada de 1,422 m/s (4,665 ft/s) utilizando proyectiles de 1.9 gramos (29 granos) y 2.7 gramos (42 gr) de 3031 pólvora.
Debido a su velocidad tiene una trayectoria muy plana de bala que permite centrar a los rifles en este calibre de tal manera que alcancen las 375 yardas (343 metros), antes de que el proyectil empiece a caer.
La cara de fábrica original de Winchester proporcionó un 48-grano (3.1 g) la bala lanzada en 1,200 metros por segundo (4,100 ft/s). Handloaders Marginalmente podría mejorar en este pero sólo en cargas máximas.  El Vencejo puede ser cargado con balas ligeras para lograr 1,300 m/s (4,400 ft/s). En tiempo reciente 75-rano (4.9 g) .224" balas han sido desarrolladas para uso en velocidad alta .22 caliber rifles para tomar juego más grande y mucho tiempo-tiroteo de distancia.  Las balas más pesadas actúan más en rifles que tiene un apropiado rifling índice de giro que toma a consideración el diámetro, longitud, y otras propiedades físicas del proyectil.

## Historia
El prototipo del el .220 Swift estuvo desarrollado entre 1934 y 1935 por Grosvenor Wotkyns quién ajustó el cuello del .250-3000 Savage para generar mayor presión y conseguir aumentar la velocidad del proyectil. Sin embargo, la versión comercial final desarrollada por Winchester parte del casquillo del 6mm Lee Navy. El .220 Swift estuvo desarrollado por Winchester e introducido en 1935 como nuevo calibre para su Modelo 54, y cuando el Winchester Modelo 70  salió al mercado en 1936, el .220 Swift estuvo entre las opciones de calibres disponibles. [La cita necesitada]

## Aceptación
El .220 Swift tiene el privilegio de ser posiblemente el más polémico de todos los cartuchos calibre .224 en caliber, generando tanto elogios como críticas.  Los tradicionalistas consideran que la carga de pólvora es excesiva para el calibre llamándolo un "quema cañones" capaz de desgastar un cañón de chromoly después de 200 a 300 disparos, especialmente si no se deja enfriar el cañón entre tiros.  Sus seguidores culpan a cañones de baja calidad y a la acumulación de cobre en las estrías, pero que en rifles con buenos cañones de acero inoxidable recamarados en .220 Swift, las precisiones sub-MOA se han mantenido después de los 4,000 tiros.

.220 máximo Veloz C.I.P. Dimensiones de cartucho. Todas las medidas en milímetros (mm) más Imperiales (pulgadas).

## Desventajas
Debido a la gran capacidad del casquillo con respecto al calibre y a la velocidad extrema de los proyectiles, la erosión de garganta en los cañones es un problema común .  La metalurgia moderna y el tratamiento criogénico han permitido aumentar la vida de los cañones hechos para .220 Swift considerablemente, a pesar de que las armas que disparan estos cartuchos todavía normalmente requieren ser recañonadas mucho más pronto que aquellos despidiendo cartuchos de velocidad baja como el .222 Remington y el .223 Remington.

## Controversia para fines cinegéticos
El uso del .220 Swift para la caza de venados resulta controversial. Está prohibido su uso en muchos estados de EE. UU. y también en, Inglaterra, Gales e Irlanda del Norte para ciervos grandes como el ciervo rojo, sika y cievo dama, pero algunos estados, como Minnesota, actualmente permiten el uso de calibres más pequeños como el .220 Swift. En Perú, el .uso del .220 Swift para caza de venados está permitida al tratarse de un "calibre .22 de fuego central". A inicios de los años1930, el reconocido cazador W.D.M. Bell usó extensivamente el .220 Swift para cazar ciervos rojos en Escocia debido a su gran efectividad para abatir a estos grandes cérvidos de manera rápida y humana, atribuyendo al efecto de shock hidrostático producido al momento del impacto del proyectil a altas velocidades.
La mayoría de rifles calibre .220 Swift vienen con un cañón con un ratio de giro de 1–12 o 1–14 pulgadas, para estabilizar las balas más ligeras que son populares en la caza de alimaña. Sin embargo, en rifles hechos a la medida pueden venir con cañones de  1–9 pulgadas para poder estabilizar proyectiles más pesados y adecuados para la caza mayor.
P.O. Ackley, consideró al .220 Swift como una alternativa adecuada para presas de tamaño median-grande y lo utilizó extensamente para labores de saca de burros salvajes en el Oeste americano.